# H-Soz-Kult

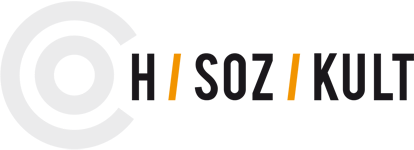
logo

H-Soz-Kult (Humanités - Histoire sociale et culturelle, abrégé en H-Soz-u-Kult jusqu'en 2014) est un forum spécialisé et une plate-forme d'information et de communication modérée pour les historiens et publie des nouvelles et des publications spécialisées sur Internet. Il est hébergé par l'Université Humboldt de Berlin. Les articles publiés sur le site peuvent également être obtenus via des listes de diffusion, des flux RSS et Twitter. H-Soz-Kult est créé en tant que liste de diffusion H-Net (de) et continue de coopérer avec ce forum thématique largement ramifié. Entre 2002 et 2007, le projet est financé par la Fondation allemande pour la recherche (DFG) dans le cadre du projet de coopération Clio-online (de).
Le nom fait référence aux domaines de l'histoire sociale et de l'histoire culturelle, tandis que tous les domaines historiques ainsi que les sujets de recherche interdisciplinaires sont couverts.

## Présentation
Depuis sa création, les opérateurs de la plateforme adhèrent à la devise « des scientifiques - pour des scientifiques - par des scientifiques » au sens d'un réseau communautaire et se sont engagés dans une démarche de libre accès. Le projet existe depuis 1996 avec sa rédaction centrale à l'Institut d'études historiques de l'Université Humboldt de Berlin. Depuis lors, H-Soz-Kult devient un important fournisseur et médiateur d'informations historiques spécialisées dans l'espace germanophone.

## Profil
Les offres de H-Soz-Kult sont accessibles via le site Web, les e-mails, les flux RSS et Twitter. Près de 30 000 abonnés de plus de 70 pays reçoivent jusqu'à 20 articles quotidiens de H-Soz-Kult, l'accent étant mis sur le lectorat venant de la zone germanophone.
Les contributions de H-Soz-Kult et des forums spécialisés affiliés Zeitgeschichte-online (de) et Connections (anciennement geschichte.transnational) peuvent être souscrites et gérées via le service "Mein Clio" du portail spécialisé Clio-online (de).
La liste sert de plate-forme d'information (inter)disciplinaire par le biais de laquelle les annonces de colloques, les comptes rendus de colloques, les tables des matières de revues, les annonces de bourses et d'emplois, les cursus universitaires, les offres de logement, les annonces de dates d'événements scientifiques ainsi que d'autres nouveautés pour les sciences historiques sont diffusées.
H-Soz-Kult a un profil particulier grâce aux avis publiés. En août 2017, plus de 15 000 avis sont visibles sur le site H-Soz-Kult. D'autres revues de nouvelles publications techniquement pertinentes sont publiées chaque année. Plus de 40 éditeurs spécialisés honoraires, diversifiés en termes d'époque, de thématiques et d'aspects régionaux, assurent la couverture de nombreux sous-domaines de la recherche historique.
Les discussions sur H-Soz-Kult se déroulent généralement dans le cadre de sujets principaux, dont les contributions sont archivées sur le serveur de documents de l'Université Humboldt dans la série Historisches Forum.
Les rapports de recherche supervisés par la rédaction et en outre révisés en double aveugle par des tiers offrent un large aperçu du développement de domaines de recherche individuels et dynamiques et les placent dans un contexte professionnel plus large. Ils fournissent ainsi une orientation pour un domaine spécifique.
H-Soz-Kult est le partenaire média officiel de l'Union des historiens allemands.